# Pasi Kytösaho
Pasi Kytösaho (* 1971) ist ein ehemaliger finnischer Skispringer.

## Werdegang
Am 1. März 1992 gab Kytösaho sein Debüt im Skisprung-Weltcup. Nachdem er jedoch in den ersten beiden Saisons keine Weltcup-Punkte gewinnen konnte, startete er ab 1993 im Skisprung-Continental-Cup. Nachdem er in der COC-Saison 1994/95 mit Platz 19 eine sehr gute Platzierung in der Continental-Cup-Gesamtwertung erzielt hatte, sprang er ab 29. Januar 1995 wieder vermehrt im Weltcup. Jedoch blieb er zwei weitere Jahre erfolglos. Erst am 9. März 1997 konnte er in Lahti erstmals in die Punkteränge springen und erreichte zudem mit dem 2. Platz seine einzige Platzierung auf dem Podium und unter den besten zehn. Er beendete die Weltcup-Saison 1996/97 durch diesen Erfolg auf dem 39. Platz in der Weltcup-Gesamtwertung. In der Skiflug-Wertung belegte er den 43. Platz. Nach zwei weiteren eher erfolglosen Jahren parallel im Welt- und Continental Cup beendete er 1998 seine Skisprungkarriere.
Sein Sohn Niko Kytösaho (* 1999) ist ebenfalls Skispringer.